# Sandy (Adriano Pappalardo)
Sandy è il settimo e ultimo album di Adriano Pappalardo, pubblicato nel 1988 e prodotto da Alberto Salerno.

## Il disco
L'album è composto da due inediti e da brani editi precedentemente. È l'unico album inciso da Pappalardo per la Compagnia Generale del Disco.
Dell'album, lo stesso anno è stato estratto anche un 45 giri delle due canzoni inedite: Sandy/Calci in culo.

## Tracce
LATO A
1. Sandy
2. È ancora giorno  Il brano fu precedentemente pubblicato nell'album "Adriano Pappalardo (album)" del 1972.
3. Giallo uguale sole  Il brano fu precedentemente pubblicato nell'album "Immersione (album)" del 1982.
4. Come bambini  Il brano fu precedentemente pubblicato nel 45 giri "Come bambini/Tu" del 1973.

LATO B
1. Calci in culo
2. Una donna  Il brano fu precedentemente pubblicato nell'album "Adriano Pappalardo (album)" del 1972.
3. Segui lui  Il brano fu precedentemente pubblicato nel 45 giri "Segui lui/Problemi di coscienza" del 1972.
4. Cavallo  Il brano fu precedentemente pubblicato nel 45 giri "Cavallo/E ti amo così" del 1977.
5. Non mi lasciare mai  Il brano fu precedentemente pubblicato nell'album "Non mi lasciare mai" del 1980.